# Tanjung Anom (Pancur Batu)
Tanjung Anom is een bestuurslaag in het regentschap Deli Serdang van de provincie Noord-Sumatra, Indonesië. Tanjung Anom telt 9698 inwoners (volkstelling 2010).